# U-157 (Kriegsmarine)
U-157 je bila nemška vojaška podmornica Kriegsmarine, ki je bila dejavna med drugo svetovno vojno.

## Zgodovina
Podmornica je bila splovljena 5. junija 1941 in bila 15. septembra sprejeta v 4. podmorniško flotiljo kot šolska podmornica. Domače oporišče je imela v Stettinu.
Od 1. junija 1942 je delovala kot bojna podmornica v sklopu 2. podmorniške flotilje z bazo v francoskem pristanišču Lorient.
U-157 je opravila dve bojni plovbi na katerih je potopila eno ladjo. Na svoji drugi plovbi jo je 13. junija 1942 južno od Floride z globinskimi bombami potopila ladja ameriške obalne straže.

## Poveljniki
| Poveljniki |                 |            |                                   |
| Št.        | Čin             | Ime        | Poveljstvo                        |
| 1.         | Kapitan korvete | Wolf Henne | 15. september 1941–13. junij 1942 |

## Tehnični podatki
| Kategorije                                    | Podatki                       |
| --------------------------------------------- | ----------------------------- |
| Teža (t): na površju pod površjem polna Teža  | 1.120 1.232 1.540             |
| Dolžina (m) - tlačni trup (m)                 | 76,76 - 58,75                 |
| Širina (m) - tlačni trup (m)                  | 6,76 - 4,4                    |
| Izpodriv (m)                                  | 4,7                           |
| Višina (m)                                    | 9,4                           |
| Moč (hp): na površju pod podvršjem            | 4.400 1.000                   |
| Hitrost (vozlov): na površju pod podvršjem    | 18,3 7,3                      |
| Doseg (milja/vozel): na površju pod podvršjem | 13.450/10 63/4                |
| Torpeda/Torpedne cevi                         | 22/6 (4 na premcu, 2 na krmi) |
| Krovni top (mm)                               | 105 (110 granat)              |
| Mine                                          | 44 TMA                        |
| Posadka                                       | 48-56                         |
| Maksimalni potop (m)                          | 230                           |

## Potopljene ladje
| Datum          | Ime            | Država | Tonaža    | Usoda                |
| -------------- | -------------- | ------ | --------- | -------------------- |
| 11. junij 1942 | Hagan (tanker) | ZDA    | 6.401 BRT | potopljena (torpedo) |